# The Weavers

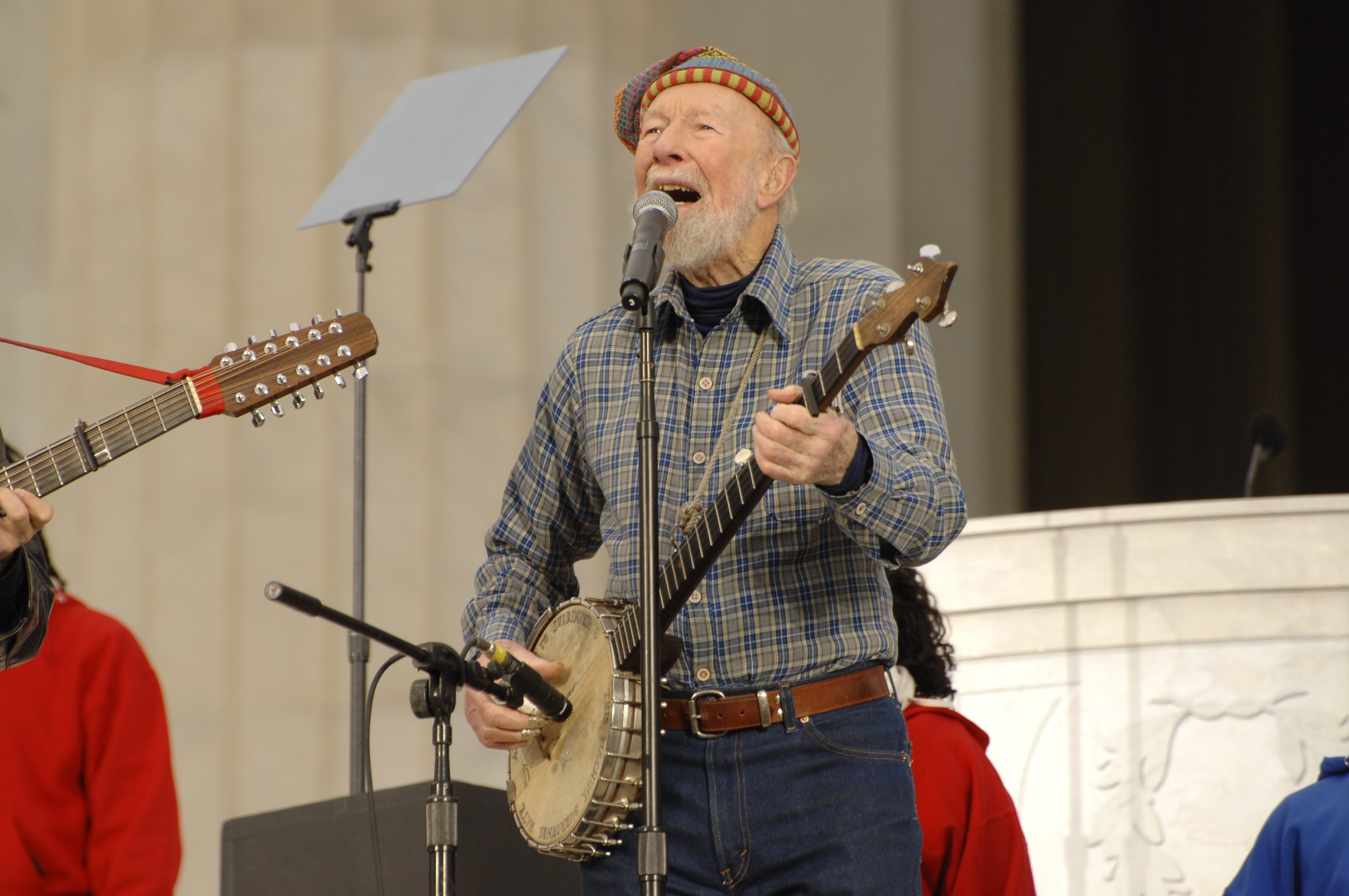
Pete Seeger 2009

The Weavers è stato un quartetto folk statunitense, proveniente dal Greenwich Village di New York. Suonarono canzoni folk tradizionali in tutto il mondo, così come il blues, gospel e le ballata americane, vendendo in tal modo milioni di dischi all'apice della loro popolarità.

## Storia

### Gli inizi
Il gruppo fu formato nel novembre del 1948 da Ronnie Gilbert, Lee Hays, Fred Hellerman e Pete Seeger. Il nome venne ripreso da un'opera teatrale di Gerhart Hauptmann I tessitori (Die Weber) del 1892. Dopo un periodo in cui ebbero difficoltà a trovare del lavoro pagato, ottennero un impiego al Village Vanguard, un jazz club di Greenwich Village. In breve furono notati da Gordon Jenkins e firmarono un contratto con la Decca Records. Il gruppo ottenne un grande successo nel 1950 con Goodnight Irene di Leadbelly.
Più tardi, a causa della profonda paura rossa dei primi anni cinquanta, il loro manager, Pete Cameron, consigliò loro di non cantare alcuna canzone politicamente esplicita e di evitare di esibirsi ad eventi progressisti.

### Accuse di antiamericanismo
Durante la paura rossa, tuttavia, Pete Seeger e Lee Hays furono denunciati come membri del Partito comunista dall'informatore dell'FBI Harvey Matusow (che successivamente ritirò le accuse). Furono così chiamati a testimoniare davanti al Commissione per le attività antiamericane nel 1955. Hays si appellò al V emendamento, ovvero alla facoltà di non rispondere. Mentre Seeger si rifiutò di rispondere sul I emendamento: fu giudicato colpevole di disprezzo nei confronti della corte e condannato. Venne pubblicato nel 1961: la sua condanna fu annullata per motivi costituzionali e il Comitato perse tutto il potere che aveva avuto in quegli anni.
Poiché già prima Seeger era elencato tra gli artisti della lista nera dell'industria dello spettacolo, tutti i membri dei The Weavers erano stati posti sotto la sorveglianza dell'FBI che, inoltre, non permise loro di esibirsi alla televisione o alla radio nel periodo del maccartismo. Finì anche il contratto con la Decca Records che, nel 1953, tolse le loro canzoni dal catalogo. Nel 1952 il gruppo si sciolse, non riuscendo più a sostenersi economicamente.

### La seconda fase: 1955-1964
Nel dicembre del 1955 il gruppo si formò nuovamente, esibendosi al Carnegie Hall, ottenendo un grande successo. L'album At Carnegie Hall fu pubblicato dalla casa discografica Vanguard Records, e così ripresero la loro vecchia popolarità poiché la fase del maccartismo si era conclusa.
Il 1º aprile del 1958 Seeger lasciò il gruppo, poiché esso aveva acconsentito ad esibirsi per una TV che pubblicizzava le sigarette. Erik Darling prese il suo posto, e rimase fino al giugno del 1962 per cominciare una carriera da solista e in seguito per unirsi al trio folk-jazz The Rooftop Singers. Frank Hamilton, che rimpiazzò Darling, rimase nel gruppo solo per nove mesi. Infine Bernie Krause fu l'ultimo sostituto ad occupare "il posto di Seeger". Così, nel 1964, il gruppo si sciolse.

## Premi
Nel febbraio del 2006 il gruppo ricevette il Grammy Award alla carriera.

## Discografia
- The Weavers' Greatest Hits
- The Weavers at Carnegie Hall (Live)
- The Weavers at Carnegie Hall Vol. 2 (Live)
- Wasn't That a Time! box set
- Best of the Vanguard Years
- The Weavers Reunion at Carnegie Hall: 1963 (Live)
- The Reunion at Carnegie Hall, 1963, Pt. 2 (Live)
- The Weavers at Home - Vanguard VRS 9024 (1957–58)
- Travelling On with The Weavers VRS 9043 (1957 – 58)
- Reunion at Carnegie Hall No. 2 (Live)
- Rarities from the Vanguard Vault
- Kisses Sweeter Than Wine (compilation of 1950-51 live shows, edited by Fred Hellerman)
- The Weavers Almanac
- The Best of the Decca Years
- Ultimate Collection
- The Weavers Classics
- Best of the Weavers
- Gospel
- Goodnight Irene: Weavers 1949-53 box set
- We Wish You a Merry Christmas
- The Weavers on Tour (Live) - Vanguard VRS 9013
- The Weavers: Wasn't That a Time! (video)